# Mágico de Oz
Wizard of Oz (nos E.U.A. e R.U.), Mágico de Oz (no Brasil) ou Feiticeiro de Oz (em Portugal), acunha de Oscar Diggs é o nome pelo qual é conhecido o personagem fictício dos livros da série sobre a Terra de Oz, do escritor norte-americano L. Frank Baum, que assume o papel de bruxo para governar Oz.

## Livrosde Oz
O Mágico é um dos personagens de O Maravilhoso Mágico de Oz. Invisível durante a maior parte do romance, ele é o governante da Terra de Oz e altamente venerado por seus súditos. Acreditando que ele é o único homem capaz de resolver seus problemas, Dorothy e suas amigas viajam até a Cidade das Esmeraldas, capital de Oz, para conhecê-lo. Oz está muito relutante em conhecê-los, mas eventualmente cada um recebe uma audiência, um por um. Em cada uma dessas ocasiões, o Mágico aparece de uma forma diferente, ora como uma cabeça gigante, ora como uma linda fada, ora como um monstro horrível, e uma vez como uma bola de fogo. Quando, por fim, concede audiência a todos ao mesmo tempo, parece ser uma voz desencarnada.
Eventualmente, é revelado que Oz na verdade não é nenhuma dessas coisas, mas sim um vigarista comum de Omaha, Nebraska, que tem usado elaborados truques de mágica e adereços para se fazer parecer "grande e poderoso". Trabalhando como mágico para um circo, ele escreveu OZ (as iniciais de seus dois primeiros nomes, sendo Oscar o primeiro e Zoroastro o primeiro de seus sete nomes do meio) na lateral de seu balão de ar quente para fins promocionais. Um dia, seu balão navegou até a Terra de Oz e ele se viu venerado como um grande feiticeiro. Como Oz não tinha liderança na época, ele se tornou o governante supremo do reino e fez o possível para sustentar o mito.
Ele deixa Oz no final do romance, novamente em um balão de ar quente. Após a partida do Mago, o Espantalho é brevemente entronizado, até que a Princesa Ozma (a legítima governante hereditária de Oz) seja libertada da bruxa Mombi no final de The Marvelous Land of Oz.
Em The Marvelous Land of Oz, o Mago é descrito como tendo usurpado o trono do Rei Pastoria e entregado a princesa bebê a Mombi. Isso não agradou aos leitores, e em Ozma of Oz, embora o personagem não tenha aparecido, Baum descreveu o sequestro de Ozma sem incluir o Mágico como parte dele.
O Mágico retorna no romance Dorothy e o Mágico em Oz. Com Dorothy e o menino Zeb, ele cai por uma fenda na terra; em sua jornada subterrânea, ele atua como seu guia e protetor. Oz explica que seu nome verdadeiro é Oscar Zoroaster Phadrig Isaac Norman Henkle Emmanuel Ambroise Diggs. Para encurtar esse nome, ele usou apenas suas iniciais (OZPINHEAD), mas como elas soletram a palavra pinhead, ele encurtou ainda mais seu nome e se autodenominou "Oz". Quando Ozma os resgata dos reinos subterrâneos, ele conta sua história de se tornar o governante de Oz, e Ozma explica que antes das bruxas usurparem o trono de seu avô (uma ocorrência que aconteceu muito antes da chegada do mago), o governante de Oz sempre foi conhecido. como Oz ou (se mulher) Ozma. Ozma então permite que ele viva em Oz permanentemente. Ele se torna um aprendiz de Glinda (o mais poderoso mágico de Oz). Ozma decreta que, além dela, apenas o Mago e Glinda podem usar magia, a menos que os outros usuários de magia tenham permissão.
Em livros posteriores, ele se mostra um grande inventor, fornecendo dispositivos que auxiliam nas jornadas de vários personagens. Alguns de seus dispositivos mais elaborados são o Ozpril e o Oztober, Ozoplanes movidos a balão em Ozoplaning com o Mágico de Oz e táxis inteligentes chamados Scalawagons em The Scalawagons of Oz.

### Possível inspiração
Em The Annotated Wizard of Oz, Michael Patrick Hearn sugere que L. Frank Baum pode ter derivado elementos do personagem e da história de fundo do Wizard de Washington Harrison Donaldson, um balonista, ventríloquo e mágico de palco que trabalhou para P. T. Barnum. Em 15 de julho de 1875, Donaldson fez uma subida perto de Chicago e desapareceu em uma tempestade; nem ele nem seu balão foram vistos novamente.